# Weerbaarhedenlied
Het Strijdlied der weerbaren is een studentikoze variant op de buste van Marie, een oud soldatenlied dat ontstaan is rond 1840, dat wordt gezongen door de Nederlandse studentenweerbaarheden. De tekst is herleidbaar op de Tiendaagse Veldtocht, een militaire expeditie ten tijde van de Belgische Revolutie. 'Belzen' is een verbastering van Belgen.

## De Tekst
En eens dan komt de dag *

Waarop wij allen wachten,

Dan gaan wij naar de grens,

Om Belzen af te slachten.

Dan schiet het zevenvelds,

Met welgemikte schoten,

Dat godvergeten tuig,

Kartetsen voor de kloten.

De mannen rukken wij,

De lullen van de lijven,

En ’s avonds in ’t kwartier,

Schofferen wij de wijven.

En mocht er onverhoeds,

Nog kindertjes van komen,

Dan hangen wij dat tuig,

Aan d’allerhoogste bomen.

Want mochten wij dat tuig,

Als vaders gaan beminnen,

Dan konden wij wel weer,

Van voor ’n af aan beginnen.

En  's avonds in 't kwartier,

Wanneer ik lig te rusten,

Dan denk ik aan Marie,

En aan haar fraaie buste.

U hoorde nu dit lied

van '** studenten heren

De eerste van de troep,

de beste van de Weren.

* In plaats van deze eerste regel wordt ook wel de zin En eens dan komt de tijd gezongen
** Het woord dat hier gezongen wordt (Utrechts, Delfts, Haags, Leids enz.) is afhankelijk van de standplaats van de vereniging. Het laatste couplet wordt dan ook alleen door leden van deze verenigingen gezongen.
Zie ook: Weerbaar en Student · Weerbaarhedenlied · Prins Bernhardtrofee